# Uebigau

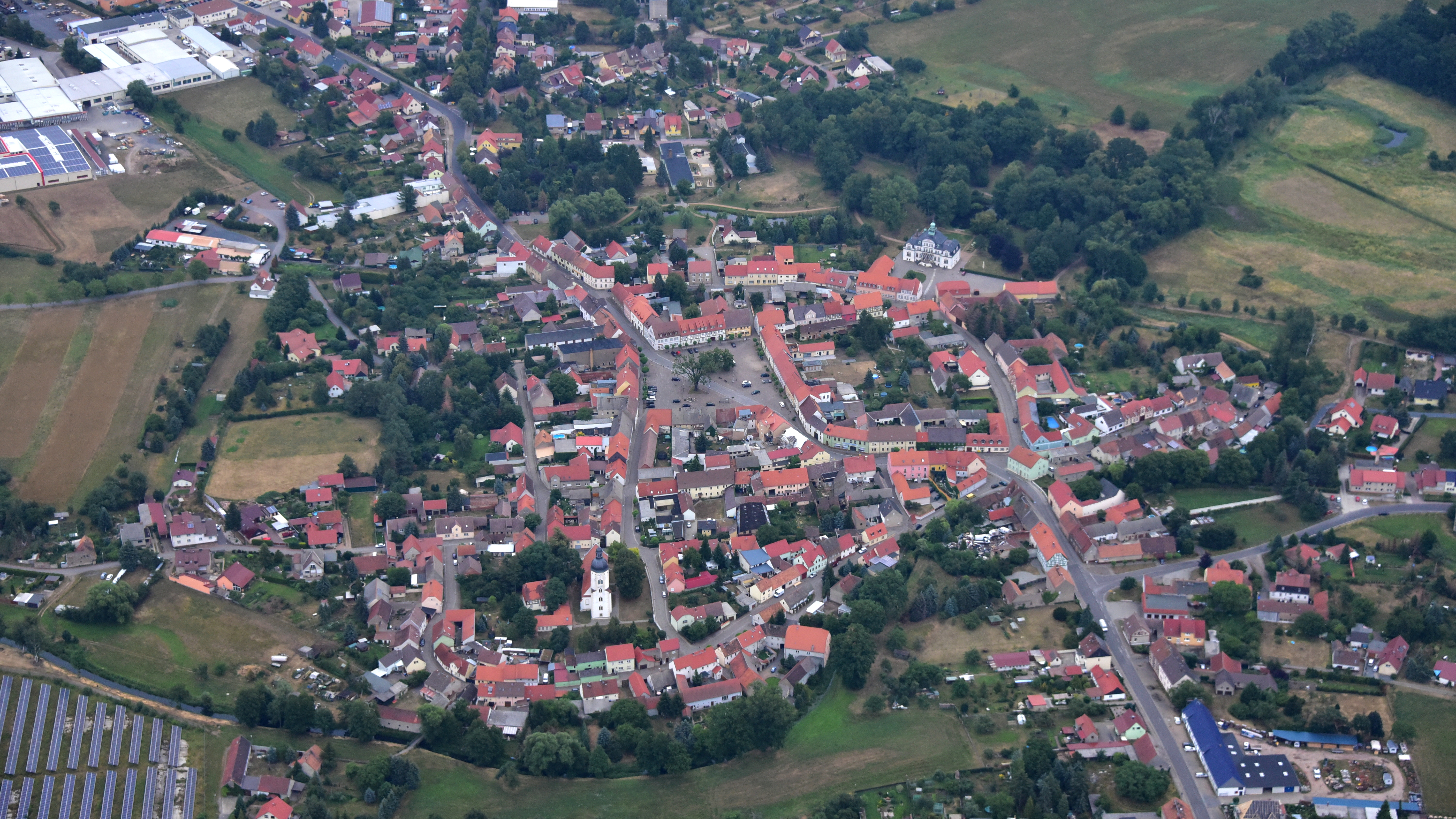
Uebigau, Luftaufnahme (2019)

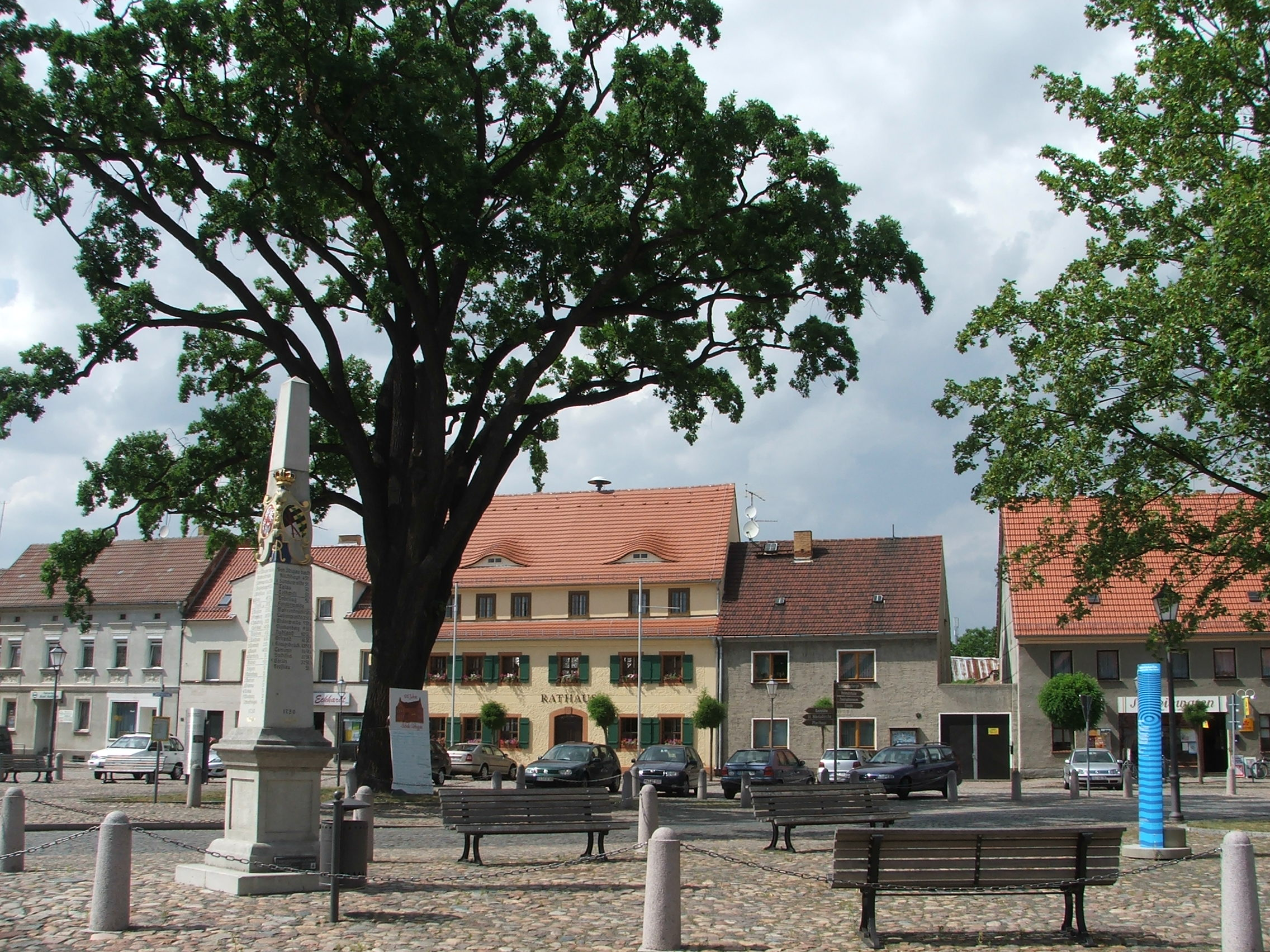
Marktplatz in Uebigau

Uebigau ist ein linksseitig und westlich der Schwarzen Elster gelegener Ortsteil der südbrandenburgischen Stadt Uebigau-Wahrenbrück im Landkreis Elbe-Elster.
Eine erste Burg zur Sicherung von Handelswegen und eines Flussübergangs gab es im Ortsteil, welcher slawischen Ursprungs ist, vermutlich bereits in der Zeit um 1000. Eine erste Erwähnung des Ortes erfolgte 1251 in einer Urkunde als „Vbgowe“. Seit 1303 besitzt Uebigau Stadtrecht. Im nördlich des Ortsteils gelegenen Naturschutzgebiet „Schweinert“ befindet sich eines der größten Hügelgräberfelder Mitteleuropas aus der Bronzezeit. Hier erfolgte nach der Schlacht bei Mühlberg im April 1547 die Gefangennahme des sächsischen Kurfürsten Johann Friedrich I. durch Truppen des Heeres von Kaiser Karl V., in deren Folge der Schmalkaldische Krieg mit der Wittenberger Kapitulation endete.

## Geographie

### Geographische Lage

Klimadiagramm von Uebigau

Uebigau befindet sich etwa 3 Kilometer östlich des Bahnknotenpunktes Falkenberg/Elster an der Bahnlinie von Leipzig nach Cottbus. Es liegt linksseitig der Schwarzen Elster und ist etwa 85 Kilometer von der südöstlich gelegenen sächsischen Landeshauptstadt Dresden entfernt.
Das nördlich der Stadt liegende Naturschutzgebiet „Schweinert“ mit seinem bronzezeitlichen Gräberfeld wurde bereits 1961 zum Naturschutzgebiet erklärt. An der Schwarzen Elster befindet sich das Landschaftsschutzgebiet „Elsteraue“.

### Klima
Uebigau liegt mit seinem humiden Klima in der kühl-gemäßigten Klimazone, jedoch ist ein Übergang zum Kontinentalklima spürbar.
Die nächsten Wetterstationen befinden sich in Richtung Nordosten in Doberlug-Kirchhain, südwestlich des Ortes in Torgau sowie südlich in Oschatz und Dresden.

## Geschichte

### Frühgeschichte

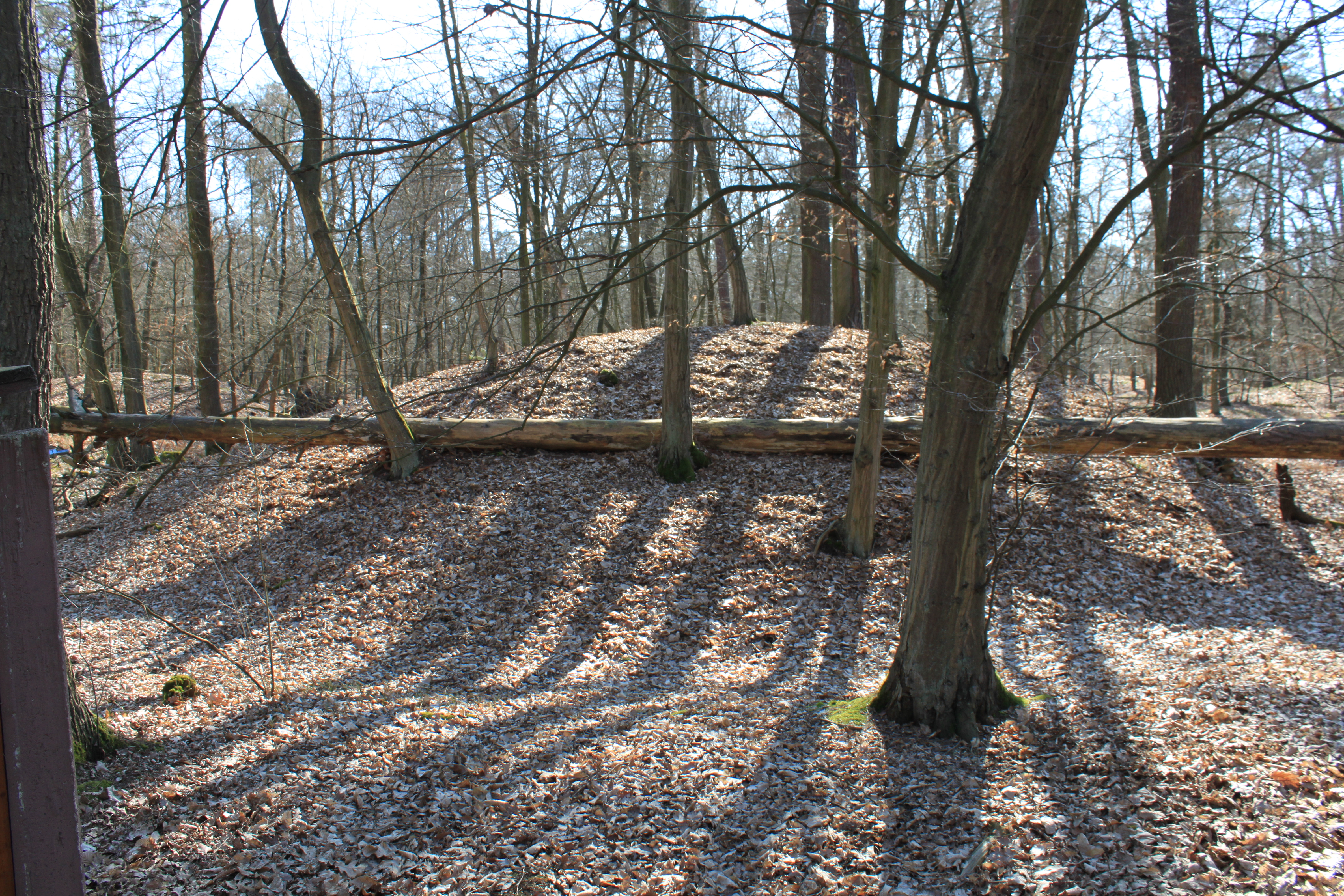
Hügelgräberfeld „Schweinert“

Die ältesten Spuren menschlicher Besiedlung in Uebigau wurden an der Schwarzen Elster im etwa vier Kilometer nördlich der Stadt gelegenen, etwa sechzig Hektar großen Wald- und Naturschutzgebiet „Schweinert“ gefunden. Sie stammen aus der mittleren und späten Bronzezeit um 1200–800 v. Chr. Hier befindet sich eines der größten Hügelgräberfelder Mitteleuropas aus dieser Zeit. Etwa sechshundertfünfzig teils noch gut zu erkennende Hügelgräber sind hier bekannt und können der Lausitzer Kultur zugeordnet werden.
Zahlreiche ur- und frühgeschichtliche Funde sind auch im Altstadtbereich Uebigaus gefunden worden und lassen eine germanische oder slawische Vorbesiedlung des Stadtgebietes vermuten.

### Entstehung der Burg Uebigau
In der Zeit um 1000 kam es in dem kurz zuvor durch das entstehende Deutsche Reich eroberten Gebiet östlich der Elbe zu militärischen Auseinandersetzungen mit den ebenfalls expandierenden polnischen Herzögen und Königen sowie den ansässigen slawischen Herrschern. Dabei wurden mehrere Burgen neu gegründet oder ausgebaut. Diese dienten wohl auch dem Schutz und der Kontrolle der parallel zur Schwarzen Elster verlaufenden Heer- und Handelsstraßen wie der Zucker- und Salzstraße sowie der Flussübergänge. Neben anderen Burgen wie Wahrenbrück, Liebenwerda, Würdenhain, Saathain, Elsterwerda und Mückenberg entstand so auch eine Burganlage in Uebigau, die sich an einer Nebenstraße der alten Salzstraße und späteren Niederstraße, welche von der Lüneburger Heide über den Harz, Eilenburg, Torgau und Doberlug nach Schlesien führte, befand.
Die ungefähr 900 Quadratmeter große Anlage einer Wasserburg lag auf einem künstlich aufgeschütteten Hügel, in dessen Zentrum sich ein etwa 5 Meter hoher Wohnturm befand. Standort dieser Burg war vermutlich eine noch sichtbare Bodenerhebung im Uebigauer Schlosspark, die zu DDR-Zeiten auch als slawischer Burgwall erfasst wurde. Ein nachgewiesener Burggraben an der Einfahrt zum Uebigauer Schloss, zwei noch bis 1950 bestehende Schlossteiche sowie mehrere Scherbenfunde aus dem 14./15. Jahrhundert lassen dies vermuten.

### Ersterwähnung, Erlangung des Stadtrechts und Deutung des Ortsnamens
Uebigau wurde 1251 erstmals als „Vbgowe“ in einer Urkunde des Nonnenklosters „Marienthron“ (Brief vom Meißner Markgrafen Heinrich der Erlauchte) erwähnt, welches 1250 von Torgau in die Nähe von Gera und schließlich 1291 nach Nimbschen verlegt wurde.
Weitere Schreibweisen des Ortsnamens waren 1251 Vbgowe, Vbegowe, 1285 Ubgowe, 1298 Ubegowe, 1303 in Vbegowe ciuitate, 1350 Ob(e)gow, 1424 Ubbigow, 1441 Obbigaw, 1505 Obigaw, 1555 Ubigau, 1602 Ibigaw, 1607 Ibigaw und 1752 Übigau.
Möglich ist eine Deutung des slawischen Ortsnamens als Uběgov(-a,-o), das heißt Besitz des Uběg. Der Sage nach soll zu Zeiten des Markgrafen Gero (um 900 bis 965) der Dorfälteste Ubeg einen Ritter überlistet und das einstige slawische Dorf so vor Plünderungen bewahrt haben. Jedoch ist eine Person mit diesem oder ähnlichen Namen nicht belegt. Wahrscheinlicher ist deshalb die Ableitung aus dem urslawischen Wort *běgati (laufen), was dann als Uběgovo (Ort wohin man gehen kann, also Zufluchtsort) gedeutet wird.
Die 1303 erfolgende Ersterwähnung als Stadt geht auf eine in Uebigau erstellte Urkunde hervor, die sich im sächsischen Hauptstaatsarchiv in Dresden befindet. In jenem Dokument bekundet Otto von Ileburg und Uebigau (der Jüngere), einen Tausch mit der Langennaundorfer Pfarrkirche getroffen zu haben. Als Zeugen traten einige seiner Vasallen, wie Cunrado de Tristewitz und Gunthero de Rozstoc, auf.

### Frühe Neuzeit

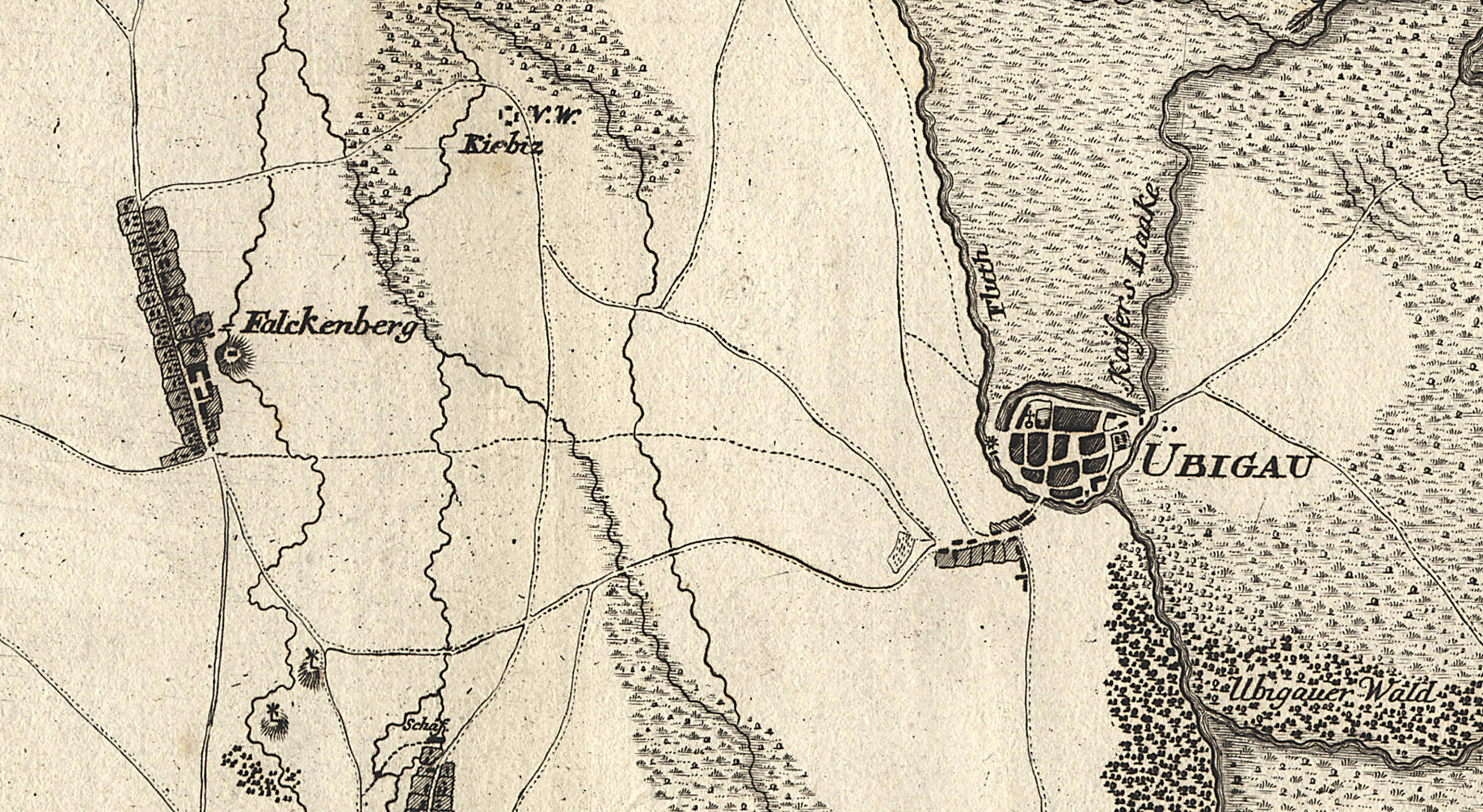
Uebigau in einer Cabinetskarte um 1762 von Isaak Jacob von Petri

Uebigau auf einer geschichtlichen Karte des Kreises Liebenwerda (1910).

Im nördlich von Uebigau gelegenen Waldgebiet „Schweinert“ erfolgte nach der Schlacht bei Mühlberg im April 1547 die Gefangennahme des sächsischen Kurfürsten Johann Friedrich I. durch Truppen des Heeres von Kaiser Karls V., in deren Folge der Krieg mit der Wittenberger Kapitulation endete.
Schlimme Verwüstungen brachte Uebigau der Dreißigjährige Krieg. Das Gebiet zwischen Elbe und Schwarzer Elster hatte in jener Zeit besonders schwer zu leiden, so dass am Ende des Krieges nahezu jede Ortschaft in Mitleidenschaft gezogen war. Nachdem bereits 1630 kroatische Reiter des Generals Götz Uebigau teilweise niederbrannten, kam im Winter 1636/37 schwedisches Kriegsvolk des Generals Banér, das in dieser Zeit im wenige Kilometer entfernten Torgau an der Elbe sein Winterquartier genommen hatte und die gesamte Gegend bis in den kleinsten Winkel durchstreifte, die Ortschaften ausplünderte, drangsalierte und niederbrannte. Bis 1640 fand das Gebiet keine Ruhe, und am Ende des Krieges lag Uebigau in Schutt und Asche. Der Überlieferung nach ist die Stadt allein zwischen 1612 und 1640 siebenmal abgebrannt.
Gleichzeitig kam es immer wieder zu verheerenden Pestepidemien, welche die Bevölkerung ebenfalls stark dezimierten. Pestjahre waren unter anderem 1631 mit 200 Pestopfern und 1637, in welchem Jahr 600 Menschen zum Opfer fielen. Opferzahlen über die Epidemien in den Jahren 1638/39 sowie 1648 sind nicht bekannt.
Noch lange Zeit nach dem Krieg hatte die Stadt unter den Folgen jener Zeit zu leiden, so dass 1672 der Pfarrer Hardtmann klagte, wie es „so ein elend Wesen sey, daß er wohl in 14 Tagen kein Heller sehn und daß mit Weib und armen Kindern an der Zahl 9, die nakend und bloß gehen.“ Die 1521 erstmals erwähnte Uebigauer Stadtmühle wurde schließlich 1712 wegen 1706 und 1707 im Großen Nordischen Krieg erlittener Kriegsschulden für 1.035 Taler an den Müller aus Postberga verkauft.
Dem Ackerbürgerstädtchen Uebigau standen im 18. Jahrhundert die Niedergerichte zu. Die Stadt wurde von den breiten Fließen der damals noch unregulierten Schwarzen Elster umschlossen und war nur über zwei Zugbrücken am Münchner und Torgauer Tor zu erreichen. Der 1580 erbaute Neugraben umschließt bis in die Gegenwart weite Teile der Altstadt. Uebigau hatte bereits 1577 das Recht erhalten, an St. Lukas sowie am 1. Adventssonntag einen Jahrmarkt auszurichten und an den Freitagen und Samstagen zuvor Viehmärkte abzuhalten. Laut dem Flurbuch von 1756, dessen Original sich in der Heimatstube befindet, hatte die Stadt 129 Häuser und 116 Hausbesitzer, von denen 49 brauberechtigt waren. Unter ihnen befanden sich 18 Leineweber, 2 Seiler, Zimmerleute, 2 Bäcker, 5 Böttcher und 8 Schneider.
In der Folgezeit hatten die Stadt und ihre Einwohner weiter unter Kriegen zu leiden. Während des Siebenjährigen Krieges plünderten Österreicher und Kroaten 1760 Uebigau, und während der Befreiungskriege erlebte die Umgebung gewaltige Truppenbewegungen französischer und preußischer Kriegsverbände. Zeitweise musste die Stadt bis zu 18.000 Franzosen Unterkunft und Verpflegung bieten, was etwa 150 Mann auf einen Uebigauer Bürger bedeutete.

### Vom Wiener Kongress bis zum Ende des Zweiten Weltkriegs
Nachdem Uebigau infolge der Bestimmungen des Wiener Kongresses 1815 vom Königreich Sachsen an den Regierungsbezirk Merseburg der preußischen Provinz Sachsen gefallen war, zählte die zum Kreis Liebenwerda gehörende Stadt 1835 gemeinsam mit den beiden Rittergütern 148 Wohnhäuser und insgesamt 1252 Einwohner. An Vieh wurden 106 Pferde, 421 Stück Rindvieh, 3 Ziegen und 20 Schweine gezählt. Etwa 15 Kilometer flussaufwärts begannen 1852 bei Zeischa Bauarbeiten zur Regulierung der Schwarzen Elster. Der Fluss bekam bis 1861 sein heutiges Bett, wurde durch Dämme eingedeicht, und ein Großteil der zahlreichen Fließe wurden trockengelegt. 1853 wurden die beiden Uebigauer Torhäuser zum Abbruch verkauft und 1874 der Kirchfriedhof geschlossen.

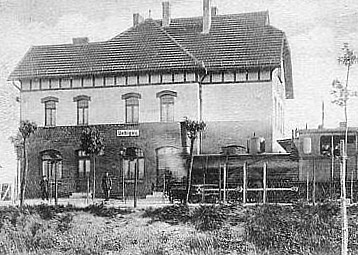
Das Uebigauer Bahnhofsgebäude um 1904.

Ende des 19. Jahrhunderts begann auch in Uebigau allmählich die Industrialisierung. Am 1. Dezember 1871 wurde die an der Stadt vorbeiführende Eisenbahnstrecke Cottbus–Falkenberg/Elster in Betrieb genommen. Da der Uebigauer Magistrat kein Interesse bekundete, bekam die Stadt allerdings erst am 1. Mai 1892 eine Personenhaltestelle. Das Bahnhofsgebäude wurde elf Jahre später übergeben. Im benachbarten Falkenberg entstand ein Eisenbahnkreuz, das sich in der Folgezeit zu einem der bedeutendsten Verkehrsknoten im ostdeutschen Raum entwickelte. Viele Uebigauer Einwohner fanden in den sich dort ansiedelnden Betrieben und auf dem Bahnhof Arbeit. Und bereits 1929 waren 199 Uebigauer als Eisenbahner beschäftigt.
Am 23. April 1945 trafen vorrückende Truppen der zur Roten Armee gehörenden 1. Ukrainischen Front auf Uebigau. Am gleichen Tag fanden diese in der Nähe des später eingemeindeten Langennaundorfs an der Schwarzen Elster einen als Verlorener Zug bekannt gewordenen verirrten Häftlingstransport aus dem Konzentrationslager Bergen-Belsen.

### Eingemeindungen und Bildung der Stadt Uebigau-Wahrenbrück
Am 1. Januar 1960 erfolgte die Eingemeindung von München. Zehn Jahre später wurde die Gemeinde Bomsdorf am 22. März 1970 nach Uebigau eingemeindet. Die Gemeinde Langennaundorf folgte am 31. Dezember 1998.
Ab 1977 bildete Uebigau gemeinsam mit der benachbarten Stadt Falkenberg und neun weiteren Gemeinden einen Gemeindeverband. Ab 1992 wurde die Stadt ein Teil des Amtes Falkenberg-Uebigau. Bei einer weiteren Gebietsreform im Land Brandenburg widersetzte sich die Uebigauer Bevölkerung einer Eingliederung nach Falkenberg.
Am 31. Dezember 2001 wurden die Städte Uebigau und Wahrenbrück mit den Gemeinden Drasdo, Bahnsdorf, Neudeck sowie Wiederau zusammengeschlossen.

### Altstadtsanierung
In den 1990er Jahren begann eine umfassende Sanierung der Uebigauer Altstadt. Nachdem ab 1993 zunächst Einzelvorhaben wie die Sanierungen des Pfarrhauses, der Apotheke und der ehemaligen Brauerei durch Landesprogramme gefördert wurden, erfolgte 1995 die Aufnahme der Stadt in das Programm „Städtebauliche Sanierungsmaßnahmen“.
Seit dem 21. August 1998 ist das 21,5 Hektar große Sanierungsgebiet „Altstadt Ubigau“ rechtskräftig, und 1999 folgte die Aufnahme in das Programm „Städtbaulicher Denkmalschutz“. Neben historischen Gebäuden am Markt und in der historischen Altstadt sanierte man seither auch die Schlossherberge, die Museumsscheune sowie das Uebigauer Rathaus. Außerdem wurden im Bereich der Uebigauer Altstadt unter anderem alle Brücken des die Altstadt umfließenden Neugrabens saniert oder erneuert.

### Bevölkerungsentwicklung
Die Einwohnerzahl Uebigaus stieg infolge der Mitte des 19. Jahrhunderts zunehmenden Industrialisierung der Region stetig an. So betrug die Einwohnerzahl im Jahr 1875 noch 1409. Ihren Höchststand erreichte sie kurz nach dem Zweiten Weltkrieg infolge des Zuzugs von Vertriebenen. Danach kam es zu einem Geburtenrückgang, und die Einwohnerzahl ging merklich nach unten. Ein weiterer spürbarer Punkt war die politische Wende in der DDR 1989, die mit einem wirtschaftlichen Umbruch des gesamten Landes einherging und zu einem weiteren Rückgang der Einwohnerzahl führte. So verlor der Ortsteil von 1989 bis 1997 etwa 115 Einwohner. Ein Teil des Bevölkerungsverlusts ist dabei auf Abwanderung zurückzuführen. Durch die Eingemeindung von Langennaundorf 1998 kam es noch einmal zu einem Anstieg der Einwohnerzahl, welche seither in Uebigau aber wieder sinkt. Hauptursache ist eine höhere Sterberate gegenüber einer niedrigeren Geburtenrate.
| 1875 | 1409 | 1950 | 3165 | 1991 | 2021 | 1998 | 2302 |
| 1890 | 1491 | 1964 | 2507 | 1992 | 2023 | 1999 | 2310 |
| 1910 | 1800 | 1971 | 2577 | 1993 | 2021 | 2000 | 2300 |
| 1925 | 1991 | 1981 | 2196 | 1994 | 2005 | 2016 | 1474 |
| 1933 | 2113 | 1985 | 2165 | 1995 | 1981 | 2019 | 1486 |
| 1939 | 2288 | 1989 | 2097 | 1996 | 1992 |      |      |
| 1946 | 3312 | 1990 | 2045 | 1997 | 1982 |      |      |

## Religion

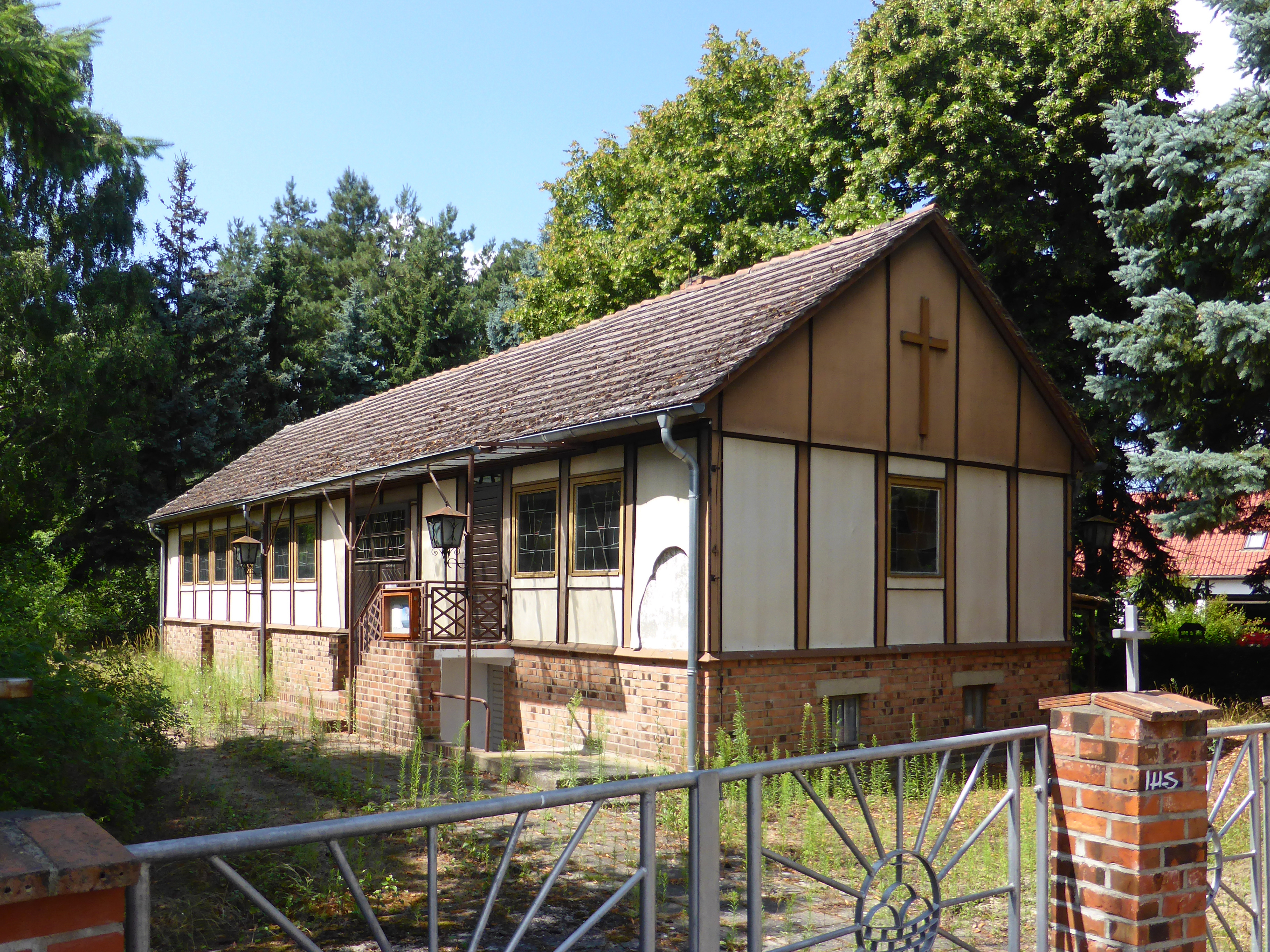
Ehemalige St.-Peter-und-Paul-Kirche (2025)

Im zum Archidiakonat des Domdechanten von Meißen gehörenden Uebigau wurde 1529 die Reformation eingeführt, wodurch die Bevölkerung und die St.-Nikolai-Kirche von Uebigau lutherisch wurden.
Die St.-Nikolai-Kirche ist die Stadtpfarrkirche von Uebigau, sie gehört zur Kirchengemeinde Uebigau im Kirchenkreis Bad Liebenwerda der Evangelischen Kirche in Mitteldeutschland.
Durch die Flucht und Vertreibung Deutscher aus Mittel- und Osteuropa nach dem Zweiten Weltkrieg bildete sich in Uebigau wieder eine katholische Gemeinde, die 1947 zur Kuratie erhoben wurde und sich 1964 in der Elsterstraße die St.-Peter-und-Paul-Kirche erbaute. Nachdem die Zahl der Katholiken in Uebigau wieder abgesunken war, wurde die Kirche 2024 profaniert. Die nächstliegende katholische Kirche ist heute die Allerheiligen-Kirche in Falkenberg/Elster.

## Politik

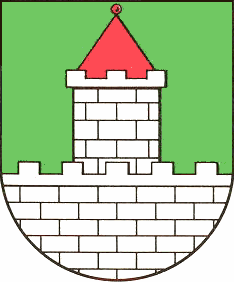
Wappen

### Stadtverordnetenversammlung
Seit dem 2001 erfolgten Zusammenschluss der beiden Städte Uebigau und Wahrenbrück mit den Gemeinden Bahnsdorf, Drasdo und Wiederau zur Stadt Uebigau-Wahrenbrück gibt es eine gemeinsame Stadtverordnetenversammlung. Sie setzt sich aus 19 Ratsfrauen und -herren einschließlich des Bürgermeisters zusammen.
Vertreten wird der Ortsteil Uebigau gegenwärtig durch Ortsbürgermeister Delf Gerlach.

### Wappen
Ein aus dem 15. Jahrhundert stammendes Stadtsiegel mit der Umschrift „Sigillum civium Ibbigo“ (übers.: Siegel der Bürger in Uebigau) ist das älteste nachweisbare Stadtwappen von Uebigau. In dessen Mitte befindet sich ein Turm mit einer Zugbrücke, der auf die Uebigauer Burg hinweist. Die Darstellung der Burg ist auch in den nachfolgenden Versionen der Uebigauer Stadtsiegel und -wappen – so 1646, 1885 sowie 1935 – zu finden.
Die Stadtfarben von Uebigau sind Grün, Weiß (Silber) und Rot.

### Städtepartnerschaften
Seit 1990 besteht eine Städtefreundschaft zu Bad Driburg im nordrhein-westfälischen Kreis Höxter, welche auch durch die Ende 2001 neu gebildete Stadt Uebigau-Wahrenbrück aufrechterhalten worden ist. Es besteht Austausch auf Kirchen- und Vereinsebene, insbesondere die Schützenvereine (Bürgerschützengilde) treffen sich regelmäßig.

## Kultur und Sehenswürdigkeiten

### Museen
In einem Fachwerkhaus mit portalartigem Türüberbau unweit des Uebigauer Marktplatzes ist seit 1981 die kleine Heimatstube des Ortes untergebracht. Dieses Gebäude war einst Sitz einer Seifensiederei. In den Ausstellungsräumen sind unter anderem Ausstellungsstücke zur ackerbürgerlichen Kultur- und Schulgeschichte von Uebigau zu sehen, welche Einblicke in das einstige ländliche Brauchtum der Umgebung geben. Außerdem beherbergt die Heimatstube eine Zinnfigurenausstellung des Uebigauer Graveurs und Zinngießers Johannes Frauendorf, dessen Werke in europäischen Sammlerkreisen große Bekanntheit erlangten. Eine auf dem Grundstück liegende restaurierte Scheune dient in den Sommermonaten für kulturelle Veranstaltungen. Hinter der Scheune ist die Nachbildung einer befestigten bronzezeitlichen Siedlungsanlage mit Wachturm, Vorrats- und Grubenhaus zu besichtigen.
Unweit der Heimatstube befindet sich „Krüger’s Zweiradoldtimermuseum“. Hier sind unter anderem Zweiräder aus der Zeit vor 1945 wie zum Beispiel eine NSU aus dem Jahr 1927, eine Victoria aus den 1930er oder eine DKW aus den 1940er Jahren zu besichtigen. Die Ausstellungsstücke des kleinen Museums sind zum Teil im Originalzustand. Weiterhin beherbergt das Museum alte Reklame von den Anfängen bis zur Neuzeit sowie alte Prospekte und Zeitschriften.

### Musik und Regelmäßige Veranstaltungen
Alljährlich im Juni findet in Uebigau ein Schützenfest statt. Eine weitere regelmäßige Veranstaltung ist das jährliche Sport- und Stiftungsfest der örtlichen Freiwilligen Feuerwehr, welches ebenfalls im Juni stattfindet.
Eine inzwischen etablierte Konzertreihe ist der „Konzertzyklus im Uebigauer Land“. In dessen Rahmen finden musikalische Veranstaltungen in allen Kirchen des evangelischen Pfarrbereichs statt – so unter anderem in Drasdo, Langennaundorf, Uebigau und Wiederau.

### Bauwerke
→ Siehe auch: Liste der Baudenkmale in Uebigau-Wahrenbrück
Die etwa 750 Jahre alte historische Stadtstruktur des einstigen Ackerbürgerstädtchen ist weitgehend erhalten geblieben. Auf die einstige Bedeutung Uebigaus als Handelsort weist der im Spätmittelalter angelegte, sehr große rechteckige Marktplatz mit seinem seltenen Streifenpflaster hin. Die Streifen dienten hier einst als Markierung zum Aufstellen der Marktbuden. Auf dem Markt befindet sich ein dem Uebigauer Stadtwappen nachgestalteter und anlässlich der 700-Jahr-Feier errichteter Wasserbrunnen.
Die historische Altstadt Uebigaus mit ihren restaurierten denkmalgeschützten Fachwerkhäusern, Pflasterstraßen und den engen Gassen wurde 1995 durch das Land Brandenburg in die Arbeitsgemeinschaft „Städte mit historischen Stadtkernen“ aufgenommen, welche das Ziel hat, die historischen Stadtkerne Brandenburgs „als wichtige Objekte der kulturellen und geschichtlichen Identifikation der Menschen mit Ihrer Heimat zu bewahren“.

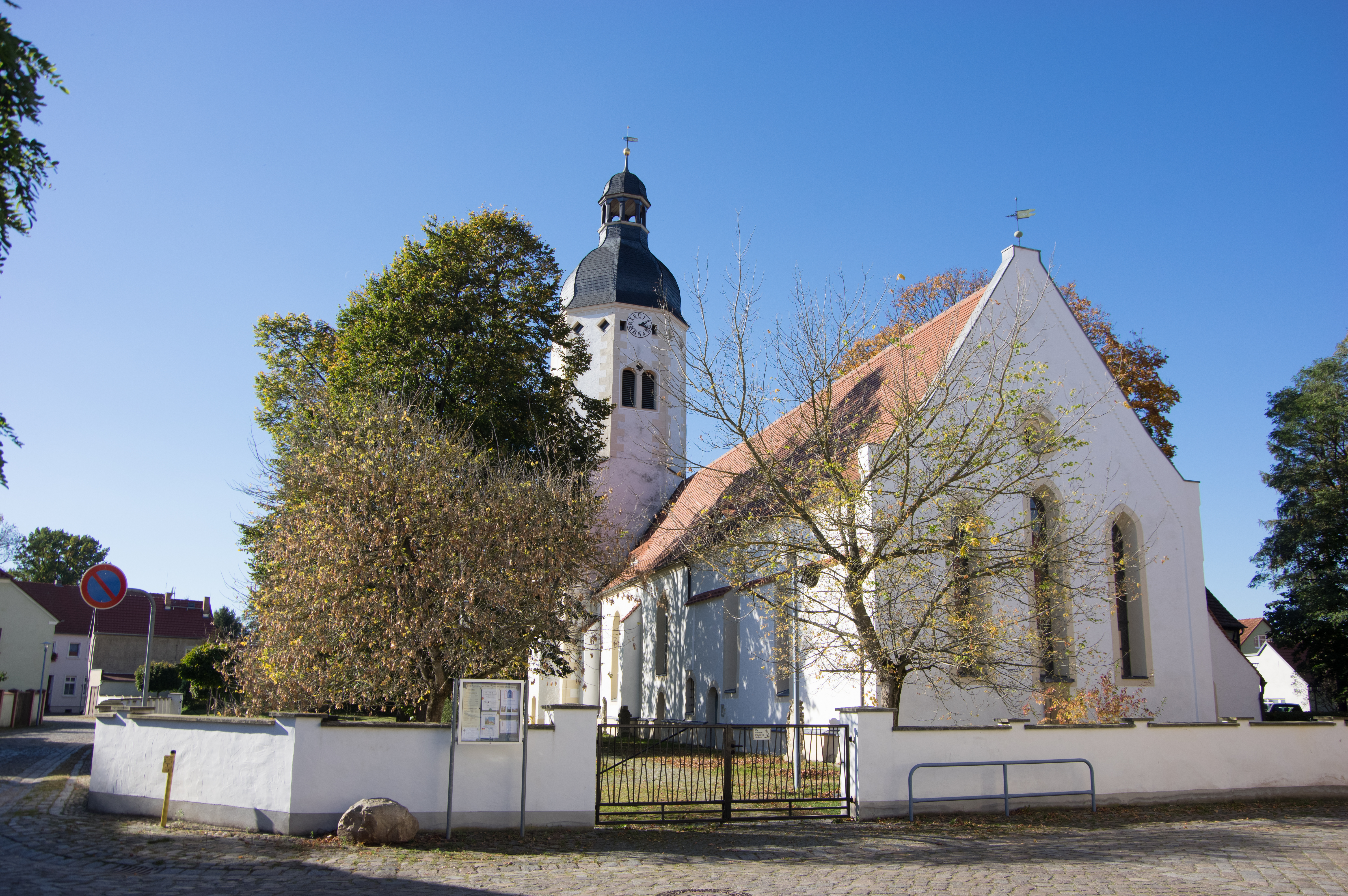
Stadtpfarrkirche St. Nikolai

Vermutlich bereits aus dem 11. Jahrhundert stammt die Kirche „St. Nikolai“. Sie war 1251 eine Filialkirche des Patronats Altbelgern, das dem Nonnenkloster „Marienthron“ in Torgau unterstand. 1298 wurde in einer Urkunde ein Leutpriester erwähnt („dominus plebanus in Ubegowe“). Sein Name Albertus taucht ein Jahr später in einem weiteren Dokument auf. Die Sakristei der Kirche wurde im 16. Jahrhundert errichtet. Außerdem baute man zu dieser Zeit die Patronatsloge an und erhöhte den frühgotischen östlichen ältesten Teil der Kirche. Die Kanzel stammt vermutlich aus dem Jahr 1690. Eine erste Orgel wurde 1640 erwähnt. Das bis in die Gegenwart erhalten gebliebene Instrument erbaute 1895 der Eilenburger Orgelbaumeister Conrad Geissler. An der Ostwand der Kirche befindet sich das Familiengrab der Familie Chladni. Eines ihrer bekanntesten Mitglieder war Ernst Florens Friedrich Chladni, welcher im 18. Jahrhundert unter anderem die moderne Akustik sowie die Meteoritentheorie entwickelte.

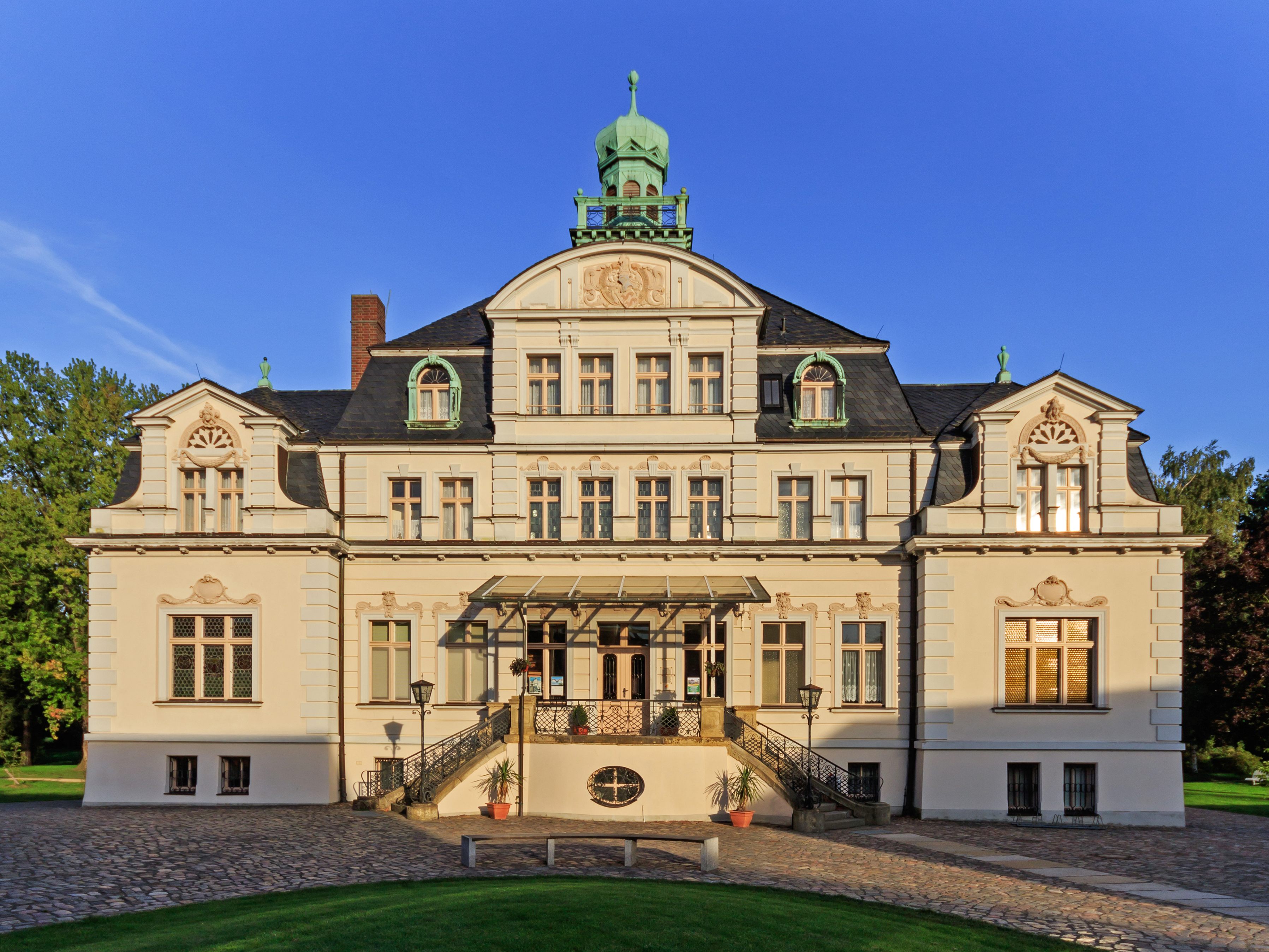
Schloss Uebigau

Das Uebigauer Schloss befindet sich im historischen Stadtkern des Ortsteils. Seine heutige Gestalt geht auf einen 1904 erfolgten Umbau im neobarocken Stil zurück, die Architektur zeigt aber auch Elemente des Jugendstils. Nach dem Zweiten Weltkrieg wurde der damalige Eigentümer, Rittmeister a. D. von Bomhard, 1945 enteignet. Seit 1951 befindet sich im Schloss eine Jugendherberge. Hinter dem Gebäude schließt sich ein etwa zwei Hektar großer Schlosspark mit einem kleinen See in Form eines Landschaftsparks aus dem 19. Jahrhundert an.
Auf dem historischen Uebigauer Markt befindet sich eine 2003 sanierte kursächsische Postdistanzsäule. Die Säule wurde erstmals 1730 am Markt aufgestellt. Ursprünglich waren für die Stadt jedoch zwei Distanzsäulen angedacht, deren geplante Standorte vor dem Torgauer Tor sowie dem Münchner Tor vom Uebigauer Bürgermeister und einigen Ratsherren am 17. November 1727 festgelegt und durch Pfähle markiert wurden. Aus Kostengründen kam es jedoch nur zur Aufstellung einer einzigen Säule. 1932 war von dieser Säule nur noch das Wappenstück vorhanden, und der Uebigauer Verschönerungsverein veranlasste, dass dieses auf einen pyramidenförmigen Untersatz aus Mauersteinen in einer Parkanlage in der Beiersdorfer Straße gesetzt wurde, wo es sich lange Zeit befand. 1985 wurde die Postmeilensäule originalgetreu nachgebildet und wieder auf dem Marktplatz aufgestellt sowie das erhaltene Originalwappen ins Kreismuseum Bad Liebenwerda abgegeben.
Das 1829 als Bürgerhaus erbaute Gebäude des Uebigauer Rathauses wurde 1853 durch die Stadt Uebigau für 2500 Taler als Rathaus erworben. Vorher befand sich auf der Mitte des Marktplatzes ein im gotischen Stil errichtetes Rathaus, welches Ende des 17. Jahrhunderts durch einen Brand völlig zerstört wurde.
Die Brikettfabrik im Stadtteil Domsdorf wird Louise genannt. Sie ist die älteste Brikettfabrik Europas. Von 1882 bis November 1991 wurden hier Braunkohlebriketts fabriziert. Zu Schauzwecken werden manche Maschinen noch betrieben. Der Schornstein ist 65 m hoch und bildet einen Orientierungspunkt in der Landschaft. Seit 2001 erfolgen verschiedene Instandsetzungsmaßnahmen.

### Judenfriedhof
1839 wurde im „Bürgerholz“ an der Wahrenbrücker Straße der Uebigauer Judenfriedhof von im benachbarten Wahrenbrück lebenden Juden angelegt. Vermutlich waren sie zuvor in der Nachbarstadt auf örtlichen Widerstand gestoßen. Mit einer Kleinanzeige im „Liebenwerdaer Kreisblatt“ dankten sie am 21. Juli 1839 dem Uebigauer Stadtrat für die Überlassung des 130 Quadratmeter großen Geländes. Beerdigungen sind für den 17. Juli 1839, 6. November 1841, 18. Mai 1848 sowie für den 27. Februar 1853 bekannt. Insgesamt elf Beerdigungen sind für den Friedhof zwischen 1839 und 1870 belegt. Vom später in Vergessenheit geratenen Ort zeigt bereits 1913 ein im Liebenwerdaer Heimatkalender erschienenes Foto zerschlagene und umgestoßene Grabsteine. Die Grabstätten des vermutlich um die Jahrhundertwende zerstörten Friedhofes waren bereits 1964 kaum noch zu erkennen, und inzwischen hat sich die Natur das Gelände zurückerobert.
Seit Anfang des Jahres 2018 ist die Lage durch eine Umzäunung eines Teils der ehemaligen Friedhofsfläche am Bahnübergang in Uebigau in Richtung Wahrenbrück wieder sichtbar.

### Denkmäler

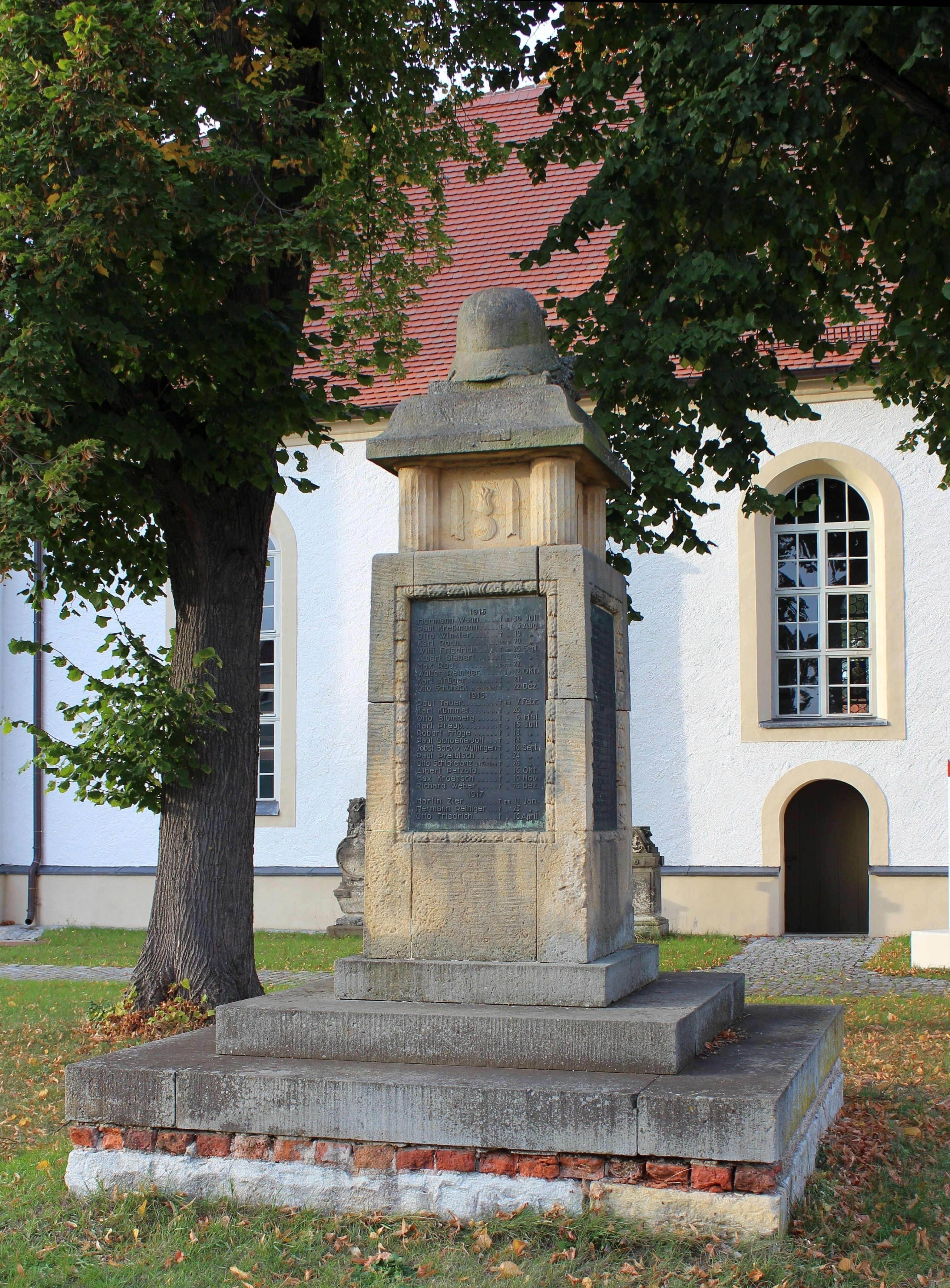
Kriegerdenkmal Erster Weltkrieg

Unweit des Naturschutzgebietes „Schweinert“ erinnert ein Denkmal an die Gefangennahme des sächsischen Kurfürsten Johann Friedrich I. nach der Schlacht bei Mühlberg während des Schmalkaldischen Krieges im April 1547. Ob das Ereignis allerdings genau am Standort des Denkmals stattfand, ist nicht bekannt.
Das „Kroatengrab“ zwischen Uebigau und Wahrenbrück erinnert an einen an dieser Stelle im Dreißigjährigen Krieg von den eigenen Leuten erschlagenen Kroaten. Er soll sich ihnen entgegengestellt haben, als diese ein Hospital mit Alten und Kranken in Uebigau plündern wollten. Die Uebigauer Bürger sollen ihn schließlich an der Stelle, wo er gefunden wurde, begraben haben.
Unmittelbar neben der Uebigauer Kirche befindet sich die 1922 errichtete Stele eines Kriegerdenkmals, welches an die im Ersten Weltkrieg gefallenen 73 Uebigauer sowie jeweils zwei Bomsdorfer und Münchner Einwohner gedenken soll.

### Sport
Der Ortsteil Uebigau verfügt über eine Sportanlage mit Fußball-, Volleyball- und Handballplatz sowie eine Turnhalle. In der Baderstraße befindet sich eine Kegelhalle, und in der Wahrenbrücker Straße ist ein Schießstand des Schützenvereins Uebigau.

### Vereine
Uebigau besitzt traditionell ein reges Vereinsleben. Während 1926 noch Vereine wie der Turnverein, der Radfahrverein „Fahr wohl“, der Uebigauer „Verschönerungsverein“ oder der „Bürgerverein“ das Vereinsleben Uebigaus prägten, sind es in der Gegenwart unter anderem der 1953 gegründete „Sportverein Lokomotive Uebigau“, der „Uebigauer Heimatverein e. V.“ oder die 1991 wiedergegründete „Schützengilde 1802 Uebigau“. Daneben gibt es weitere Vereine, die im Ortsteil und in der Stadt Uebigau-Wahrenbrück aktiv sind.

### Uebigauer Sagen
In der Umgebung von Uebigau gibt es zahlreiche Sagen, welche sich bis in die Gegenwart erhalten haben.
So soll die „Sage von der wundersamen Glocke Susanna“ im Dreißigjährigen Krieg entstanden sein. Sie erzählt von der Glocke Susanna, welche einst auf einem Turm neben dem Kirchenschiff der Kirche „St. Nikolai“ hing. Die Glocke soll wundersame Kräfte entwickelt haben. Sie begann von allein zu läuten, wenn die kleine Stadt von Feuer bedroht wurde, und soll sogar die Macht gehabt haben, Brände einzudämmen. Bei einem Brand 1681 wurde der Turm zerstört, und die Glocke zerschmolz in der Glut.
Andere Sagen wie die „Von der Rache des Uebigauer Wassermanns“, „Der Scheunenkoblik“ oder „Vom Werwolf bei Uebigau“ erzählen von Kobolden, Werwölfen, Irrlichtern, Nixen und Wassermännern.

## Wirtschaft und Infrastruktur

### Verkehr
Der Haltepunkt Uebigau liegt an der Bahnstrecke Halle–Cottbus. Außerdem wird der Ort von den Landesstraßen 60 und 662 tangiert, worüber Anschluss an die Bundesstraßen 101 bei Langennaundorf und 183 in Bönitz oder Marxdorf besteht.

### Ansässige Unternehmen
In Uebigau sind vor allem kleinere mittelständische Handwerksunternehmen und einige Dienstleistungsbetriebe ansässig. Im Norden des Ortsteils befindet sich ein 23 Hektar großes Gewerbegebiet mit 170.000 Quadratmetern Nettobaufläche.
Die mit ihrem Stammwerk in Uebigau ansässige „Uebigauer Elektro- und Schaltanlagenbau GmbH“ (uesa GmbH) ist mit gegenwärtig etwa 600 Mitarbeitern das größte Unternehmen im Ortsteil und einer der bedeutendsten Arbeitgeber im Landkreis Elbe-Elster. Die uesa ist Zulieferer für Energieversorgungsunternehmen und bietet unter anderem Energieverteilungsanlagen, Kabelverteiler, Straßenbeleuchtungsschränke, Trafostationen, Nieder- und Mittelspannungsschaltanlagen, Elektro-Ausrüstung von Be- und Verarbeitungsmaschinen sowie Automatisierungs- und Steuerungsanlagen an. Das Unternehmen entstand 1972, als die PGH „Frequenz“ in den VEB „Elektro- und Schaltanlagenbau Uebigau“ überführt wurde. Mit seinen fünf Betriebsteilen in Uebigau, Guben, Cottbus und Ruhland wurde es zu einem Vorzeigeunternehmen der DDR. Am 1. Juni 1990 entstand daraus die heutige GmbH.
Weitere in Uebigau ansässige Unternehmen der Branche sind die „EFEN GmbH“ mit gegenwärtig deutschlandweit etwa 200 Mitarbeitern sowie die „Ormazabal Schaltanlagen Uebigau GmbH“, seit 2008 als „Uebigauer Metallverarbeitung – uemet GmbH“ firmierend. Außerdem hat sich im Gewerbegebiet das traditionsreiche Uebigauer Unternehmen „Fleischerei Otto Kalex“ angesiedelt, das gegenwärtig 64 Mitarbeiter beschäftigt und damit einer der größten Betriebe des Ortsteils ist.

## Bildung
Erste Hinweise auf eine Schule in Uebigau gibt es bereits in Dokumenten aus dem 16. Jahrhundert. Die Stadt besaß zu dieser Zeit eine Jungfernschule. Eine Lateinschule wurde wohl im ersten Viertel des 16. Jahrhunderts eröffnet. 1515 wurde der Schulmeister Burckhard namentlich erwähnt. Eine neue Mädchenschule wurde 1822 in der Kirchstraße eröffnet. 1833 folgte eine neue Knabenschule in der heutigen Nordstraße, welche 1889 von 117 Schülern besucht wurde.
Auf dem Gelände der ehemaligen Uebigauer Grundschule in der Wahrenbrücker Straße wurde erstmals 1907 eine Schule eingeweiht. Ein Anbau erfolgte hier 1964. Der Neubau, welcher mit den älteren Gebäudeteilen verbunden ist, entstand 1979. Die Grundschule wurde am 19. Juli 2017 geschlossen, es wurde ein Verein zur Gründung einer Freien Grundschule gebildet.
Am Markt befindet sich die Uebigauer Stadtbibliothek, die neben den üblichen Ausleihmöglichkeiten Bibliotheksführungen, literarische Veranstaltungen, Schriftstellerlesungen und Dia-Vorträge anbietet.

## Persönlichkeiten

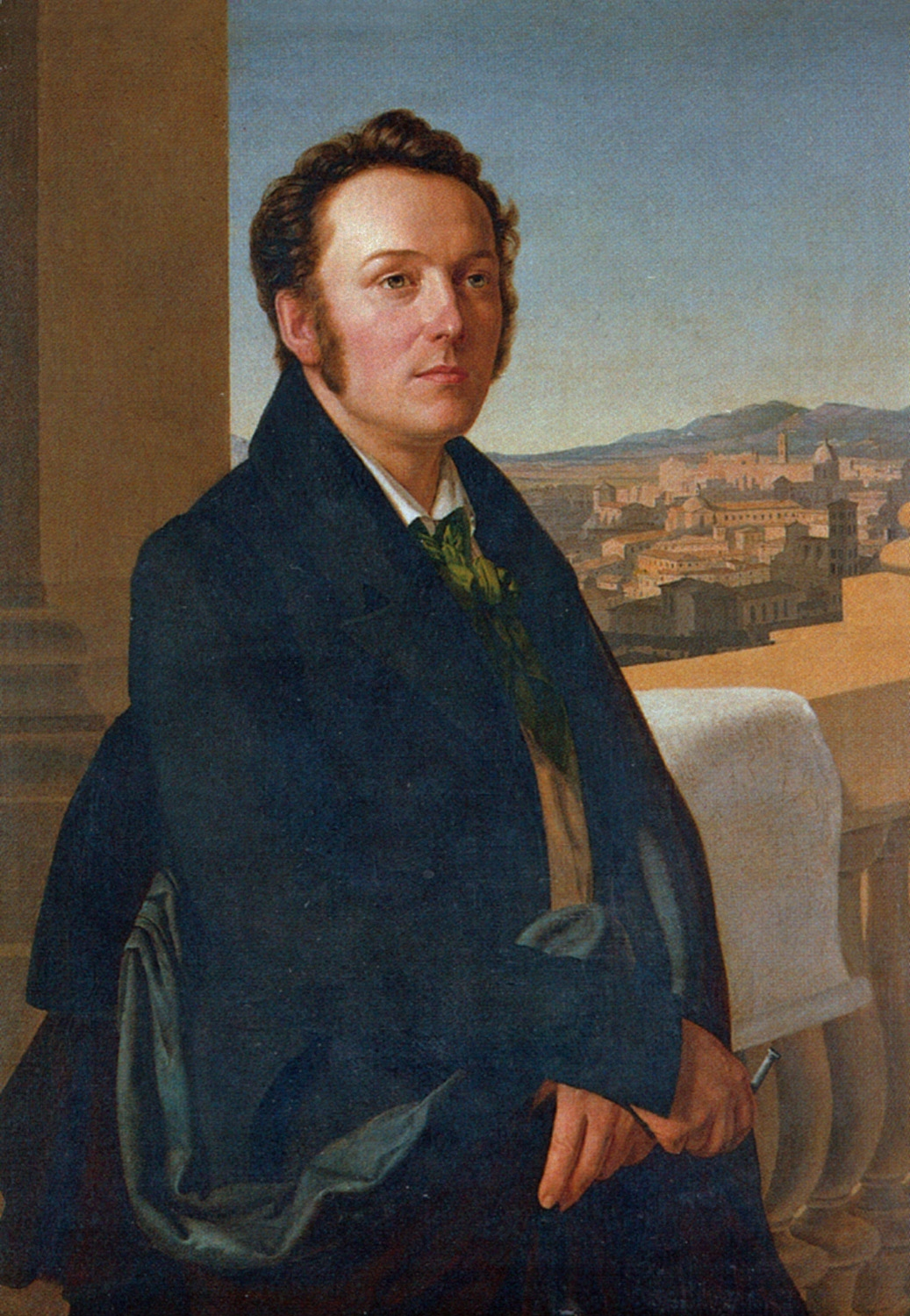
Gustav Seyffarth

### Ehrenbürger
- Helmut Hoffmann, Ingenieur und Geschäftsführer der „uesa GmbH“

### Söhne und Töchter der Stadt
- Johann Christian Flemming (* 1705; † 21. März 1775 in Torgau), Orgelbauer
- Gustav Seyffarth (* 13. Juli 1796; † 1885), sächsischer Ägyptologe
- Conrad Materne (* 2. Juni 1871; † 16. Februar 1948), Architekt und Baumeister in Dresden
- Ludwig Freiwald (* 3. Juni 1898; † nach 1945 vermisst), Schriftsteller und NS-Propagandist

### Persönlichkeiten, die vor Ort gewirkt haben
- Johann Friedrich von Schönberg, (* 1543; † 1614), Schriftsteller und Autor des bekannten Schildbürgerbuchs
- Gottfried Meisner (* 1618; † 1690), deutscher evangelischer Theologe
- Johannes Frauendorf (* 1889; † 1972[46]), Graveur und Zinngießer